# Тресибаба
Тресибаба је планина у Источној Србији, јужно од књажевачке и североисточно од сврљишке котлине. Налази се између токова Трговишког и Сврљишког Тимока.

## Рељеф
Изграђена је од наслага кречњака, па се одликује бројним површинским и подземним облицима крашког рељефа. Има облик нагнуте, голе и безводне површи. Мале је висине и углавном је проходна. Највиши врх Тресибабе је Чукар, са 826 метара, недалеко од Kалне.

У подножју планине, према нижим деловима Трговишког Тимока, Сврљишког Тимока и њихових притока, ређају се мања сеоска насеља. На Тресибаби се налазио рудник квалитетног каменог угља, који је шездесетих година прошлог века затворен.